# Cylindroiulus madeirae
Cylindroiulus madeirae är en mångfotingart som beskrevs av Carl Graf Attems 1937. Cylindroiulus madeirae ingår i släktet Cylindroiulus och familjen kejsardubbelfotingar. Inga underarter finns listade i Catalogue of Life.